# Ropica quadricristata
Ropica quadricristata là một loài bọ cánh cứng trong họ Cerambycidae.